# La Breille-les-Pins
La Breille-les-Pins es una comuna francesa situada en el departamento de Maine y Loira, en la región de Países del Loira.

## Demografía
| 332 | 334 | 281 | 270 | 345 | 444 | 617 |
| Para los censos de 1962 a 1999 la población legal corresponde a la población sin duplicidades (Fuente: INSEE [Consultar]) |     |     |     |     |     |     |